# 柴田"MONKEY"有哉
柴田"MONKEY"有哉（しばた モンキー ゆうや、1992年5月13日 - ）は、日本の男性総合格闘家。

## 来歴
5歳より少林寺拳法を習い始め、テレビでPRIDEを見て総合格闘家になることを決意。しかし、近所に格闘技ジムが無かったことから、中学・高校と柔道部に入部した。中学では地区大会で優勝し、高校では団体で大阪府準優勝の成績を上げる。その後は格闘技のジムで総合格闘技を本格的に始め、西日本アマチュア修斗オープントーナメントで優勝を果たした。
2017年10月21日、DEEP 80 IMPACTで安谷屋智弘と対戦し、3R 判定勝ち。
2018年4月8日、DEEP CAGE IMPACT 2018 in OSAKA 2018で行われたDEEPストロー級タイトルマッチで越智晴雄と対戦し、3R判定負け。王座獲得はならなかった。
2019年6月29日、DEEP 90 IMPACTで行われたDEEPフライ級王者決定戦で神龍誠と対戦し、3R 判定負け。
2024年3月23日、RIZIN初出場となったRIZIN LANDMARK 9で山本アーセンと対戦し、1Rに膝十字固めで一本勝ち。勝利者マイクでは今までの格闘技人生を振り返り、PRIDEに出たくて格闘技を始めてRIZINに辿り着いたことを話し、「諦めないでやってきてよかった」と涙を流した。
2024年11月17日、RIZIN LANDMARK 10でヒロヤと対戦し、3Rに左ショートフックでダウンを奪われ、終盤にマウントポジションを取るも0-3の判定負けを喫した。

## 戦績

### プロ総合格闘技
| 総合格闘技 戦績 | 総合格闘技 戦績 | 総合格闘技 戦績 | 総合格闘技 戦績 | 総合格闘技 戦績 | 総合格闘技 戦績 | 総合格闘技 戦績 |
| --------------- | --------------- | --------------- | --------------- | --------------- | --------------- | --------------- |
| 27 試合         | (T)KO           | 一本            | 判定            | その他          | 引き分け        | 無効試合        |
| 19 勝           | 2               | 10              | 7               | 0               | 0               | 0               |
| 8 敗            | 1               | 1               | 6               | 0               | 0               | 0               |

| 勝敗 | 対戦相手             | 試合結果                        | 大会名                                                          | 開催年月日     |
|      | 濱口奏琉             | 試合前                          | DEEP 127 IMPACT                                                 | 2025年9月15日  |
| ×    | ヒロヤ               | 5分3R終了 判定0-3               | RIZIN LANDMARK 10                                               | 2024年11月17日 |
| ○    | 山本アーセン         | 1R 1:45 膝十字固め              | RIZIN LANDMARK 9                                                | 2024年3月23日  |
| ○    | 杉山廣平             | 2R 3:24 三角絞め                | DEEP OSAKA IMPACT 2022 5th ROUND                                | 2022年12月18日 |
| ○    | 渋谷カズキ           | 3R 1:10 三角絞め                | DEEP CAGE IMPACT 2022 in OSAKA                                  | 2022年4月10日  |
| ×    | 神龍誠               | 5分3R終了 判定0-5               | DEEP 90 IMPACT 【DEEPフライ級王座決定戦】                       | 2019年6月29日  |
| ○    | 坂巻魁斗             | 5分3R終了 判定0-3               | DEEP CAGE IMPACT 2019 in OSAKA                                  | 2019年4月28日  |
| ○    | 鮎田直人             | 2R 1:49 TKO（パウンド）         | DEEP CAGE IMPACT 2018 in OSAKA                                  | 2018年10月8日  |
| ×    | 越智晴雄             | 5分3R終了 判定0-5               | DEEP CAGE IMPACT in OSAKA 2018 【DEEPストロー級タイトルマッチ】 | 2018年4月8日   |
| ○    | 安谷屋智弘           | 5分3R終了 判定3-0               | DEEP 80 IMPACT                                                  | 2017年10月21日 |
| ○    | 安永有希             | 3分3R終了 判定3-0               | PANCRASE 289                                                    | 2017年8月20日  |
| ×    | 井上直樹             | 2R 2:51 腕ひしぎ十字固め        | DEEP CAGE IMPACT 2016 in OSAKA                                  | 2016年10月9日  |
| ×    | 和田竜光             | 5分3R終了 判定0-5               | DEEP 76 IMPACT 【DEEPフライ級王座決定戦】                       | 2016年6月26日  |
| ○    | 赤尾セイジ           | 1R 3:23 リアネイキッドチョーク  | DEEP OSAKA IMPACT 2016                                          | 2016年3月21日  |
| ○    | ホン・スンヒョク     | 1R 3:50 TKO（パンチ）           | DEEP CAGE IMPACT 2015 IN OSAKA                                  | 2015年10月11日 |
| ×    | 清水清隆             | 1R 2:41 KO（バスター→パウンド） | DEEP DREAM IMPACT 2014 〜大晦日SPECIAL〜                        | 2014年12月31日 |
| ○    | 石橋幸太             | 5分2R終了 判定3-0               | DEEP 68 IMPACT                                                  | 2014年8月23日  |
| ○    | 古賀靖隆             | 1R 3:45 三角絞め                | TTF CHALLENGE 01                                                | 2014年5月25日  |
| ○    | 清田英樹             | 5分3R終了 判定3-0               | DEEP OSAKA IMPACT 2013                                          | 2013年10月13日 |
| ○    | 加藤直之             | 1R 3:02 三角絞め                | DEEP OSAKA IMPACT 2013                                          | 2013年4月28日  |
| ×    | 元谷友貴             | 5分2R終了 判定0-3               | DEEP CAGE IMPACT 2012 in TOKYO 2nd ROUND                        | 2012年12月8日  |
| ○    | 姫野泰隆             | 1R 3:41 リアネイキッドチョーク  | DEEP OSAKA IMPACT 2012                                          | 2012年9月29日  |
| ○    | 後藤タカシ・カスクド | 5分2R終了 判定3-0               | DEMOLITION 10                                                   | 2012年4月30日  |
| ×    | 神酒龍一             | 5分3R終了 判定0-3               | 修斗                                                            | 2012年3月10日  |
| ○    | 大里弘               | 1R 4:12 リアネイキッドチョーク  | 修斗                                                            | 2011年12月18日 |
| ○    | 萩原小太郎           | 1R 3:31 キムラロック            | SRS 2011                                                        | 2011年11月11日 |
| ○    | 北島進               | 1R 0:22 キムラロック            | 修斗                                                            | 2011年9月4日   |
| ○    | 桑原裕               | 5分2R終了 判定2-1               | 修斗                                                            | 2011年4月3日   |

## 獲得タイトル
- 西日本アマチュア修斗オープントーナメント優勝

### 試合映像
1. ↑  『【試合映像】柴田“MONKEY”有哉 vs. 山本アーセン / Yuya"MONKEY"Shibata vs. Arson Yamamoto』RIZIN公式YouTubeチャンネル、2024年。
2. ↑  『【試合映像】柴田“MONKEY”有哉 vs. ヒロヤ / Yuya"MONKEY"Shibata vs. Hiroya -RIZIN LANDMARK 10 in NAGOYA』RIZIN公式YouTubeチャンネル、2024年。

### 補足映像
1. ↑  『【番組】RIZIN CONFESSIONS #166（※番組内で試合映像＆ヒロヤと柴田"MONKEY"有哉による試合振り返りドキュメンタリー番組）』RIZIN公式YouTubeチャンネル、2024年。